# Robert Gamzon
Pour les articles homonymes, voir Gamzon.
Robert Ruben Gamzon, dit Robert Gamzon, aussi connu sous le totem de Castor soucieux (30 juin 1905, Lyon-1er septembre 1961, Palmachim, Israël), est une figure communautaire du judaïsme français. Fondateur, en 1923, des Éclaireurs israélites de France, il est l’une des principales figures de la Résistance juive en France et œuvre dans l’après-guerre immédiat à la reconstitution de la communauté. En 1949, il décide d’émigrer en Israël après la création de l’État.

## Biographie
Petit-fils, par sa mère Esther Noémie, d'Alfred Lévy, grand-rabbin de France, Robert-Ruben Gamzon est le fils de Lazare Gamzon (25 septembre 1875, Sapotskine, Biélorussie), ingénieur des mines.

### Avant la guerre
Robert Gamzon fonde en 1923, à l’âge de dix-sept ans, la branche juive du mouvement scout français, les Éclaireurs Israélites de France (EIF), instituant selon les mots d’Edmond Fleg une nouvelle mystique juive qui prône à la fois éducation juive et modernité. Robert Gamzon est totémisé Castor soucieux.
Les débuts officiels de la première patrouille, dont Castor est le chef, ont lieu le 4 février 1923 au bois de Meudon, et le 27 mai 1923, les premiers Éclaireurs israélites de France font leur promesse dans la synagogue de Versailles, en présence du grand rabbin Maurice Liber.
Robert Gamzon obtient le diplôme d'ingénieur de l’École supérieure d'électricité (Supélec), promotion 1925.
En 1930, Robert Gamzon épouse Denise Lévy (totemisée Pivert), cheftaine à Paris. Quatre enfants : Lilette (Lia) en 1931 (épouse Rosenberg), Daniel en 1932, Élie en 1943 et Myriam en 1944.

### Pendant la Seconde Guerre mondiale
Officier des communications dans l’armée française, il participe en 1940 à la destruction du central téléphonique de Reims pour qu'il ne tombe pas aux mains des Allemands ; il est alors décoré de la croix de Guerre.
Après la défaite en 1940, il est révoqué de son grade, en raison de sa judéité. Il arrive à Clermont-Ferrand et rejoint le centre de Moissac que les Éclaireurs israélites de France viennent de constituer pour abriter les enfants après l'Exode. Pour les jeunes, il crée des écoles rurales à Lautrec dans le Tarn (dont son épouse Denise Gamzon, dite Pivert, est directrice-adjointe), puis à Charry, près de Moissac, et à Taluyers, aux environs de Lyon. Il en profite pour déménager les structures du mouvement Éclaireuses éclaireurs israélites de France (EEIF) dans le Sud de la France, établissant des maisons d’enfant et des centres scouts dans lesquels les cadres sont formés à la culture et à la tradition juive sous l'égide de Jacob Gordin. Dès le début de l'internement des Juifs à Gurs, il y envoie des jeunes cheftaines comme assistantes sociales. Elles apportent aide et réconfort aux internés et facilitent les évasions. Inquiet pour l'avenir des Juifs, Robert Gamzon se rend régulièrement à Vichy, où il essaie d'obtenir des aides diverses. Il est prévenu des rafles imminentes dans les maisons des EIF et peut planquer les jeunes, surtout étrangers, qui sont concernés par les arrestations.
En 1942, Robert Gamzon est nommé au conseil d'administration de l’UGIF et se rend à ce titre à Paris en 1943 afin de coordonner au mieux les divers réseaux clandestins de la capitale. La situation devenant de plus en plus dangereuse, il participe à la création de la branche clandestine des EIF, la Sixième. Celle-ci a permis le sauvetage de milliers de jeunes grâce au service social et au service des faux papiers. Après avoir fondé un réseau de faux-papiers et d’exfiltration des Juifs en Suisse ou en Espagne, il organise la Résistance militaire des EIF et participe à l'Organisation juive de combat.

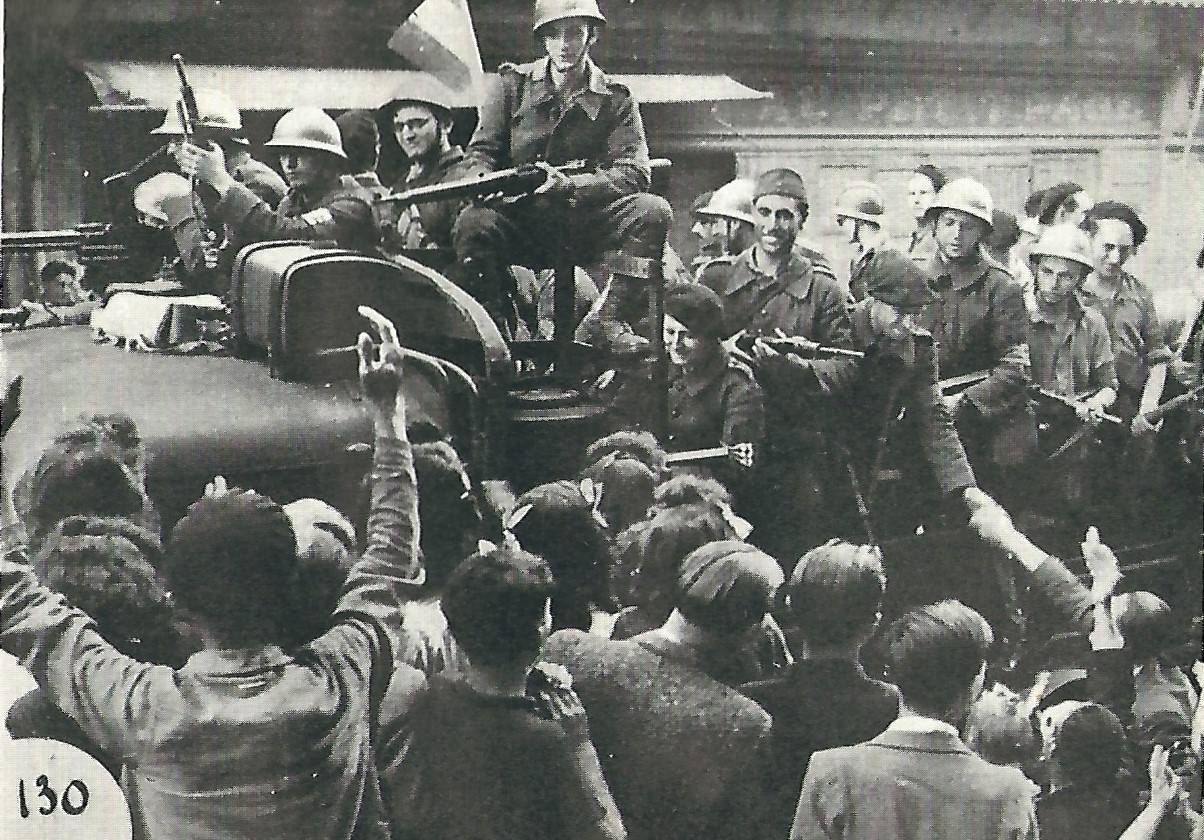
Libération de Castres par la 2e compagnie de Robert Gamzon.

Il rejoint en 1943, sous le pseudonyme de lieutenant Lagnes, les Maquis de Vabre, prenant le commandement de la 2e compagnie (dite Marc Haguenau) en 1944. C’est à la tête de celle-ci qu’il libère les villes de Mazamet et de Castres, en août 1944. Robert Gamzon est cité par le colonel Dunoyer de Segonzac, commandant FFI du secteur de Vabre, pour ce haut fait. Il est nommé capitaine dans les Forces françaises de l'intérieur dès la Libération, mais une très grave blessure en service commandé l'empêche de partir à la tête de la compagnie Marc-Haguenau qui affrontera de durs combats en Alsace.
Robert Gamzon est décoré de la croix de guerre 1939-1945, de la médaille de la Résistance française et nommé chevalier de la Légion d'honneur à titre militaire et de la Résistance.

### Après la guerre

#### En France
Robert Gamzon fonde l’école Gilbert-Bloch d'Orsay afin de former des cadres pour une communauté traumatisée par la guerre et la Shoah et dont la plupart des dirigeants ont été déportés ou exécutés. On y enseigne l’histoire juive, la Bible, le Talmud et on apprend surtout à ne plus vivre la judéité à la façon passive du persécuté mais à la manière de dirigeants et de bâtisseurs, en intégrant la catastrophe à l'histoire des Juifs. La dramaturge Liliane Atlan ainsi que son premier mari, le scientifique Henri Atlan, font partie des premières promotions. C'est lui qui a formulé l’un des principes des éclaireurs israélites de France, « je voudrais que tu sois un bâtisseur et non un discuteur ».

#### En Israël
Robert Gamzon fait son Alya en Israël en 1949.
Il s'installe au début au kibboutz Sdé Eliahou, puis en septembre 1951 à Nir Etzion (en) et en janvier 1953 à Herzliya.
Enfin, en 1959, Robert Gamzon est nommé maître de recherche au département électronique à l'Institut Weizmann et il s'installe à Rehovot.
Il continue son activité au sein des EEIF, et son dernier message aux chefs EI lors d'un camp-séminaire organisé l'été 1961 en Israël qui réunissait une centaine d'anciens EI établis dans le pays avec une centaine d'autres venus de France est « Soyez ce que vous êtes, et soyez-le à fond. Faites de ce que vous faites, et faites le bien. »
Le 1er septembre 1961, il meurt accidentellement par noyade sur la plage de Palmachim. Il est enterré au cimetière de Rehovot où il repose aux côtés de sa femme Denise, morte en octobre 2002.
La rue Reuven Gamzon, dans le quartier Neve Yaakov à Jérusalem, a été nommée en son honneur.

## Distinctions
- Médaille de la Résistance française avec rosette
- Chevalier de la Légion d'honneur
- Croix de guerre 1939-1945